# Лозова (притока Лугані)
Лозова́ (Лозовенька)  — річка в Україні, права притока річки Лугань. Басейн Сіверського Дінця.
Довжина — 46 км, площа басейну — 232 км², похил річки — 4,3 м/км.

## Назва
Назва річки походить від слов'янського кореня «лоза» з можливим значенням «звивиста».

## Географія
Бере початок у місцевості між селом Вергулівка і містом Дебальцеве. Впадає в річку Лугань між населеними пунктами Хороше і Зимогір'я за 74 км від гирла.

### Населені пункти
- Вергулівка (село) — витік в південно-західних околицях
- Вергулівка (селище)
- Комісарівка
- Оленівка
- Місто Зоринськ
- Місто Брянка
- Кам'янка
- Петрівка
- Криворіжжя
- Хороше — гирло на річці Лугані в східних околицях

## Історія
З річкою Лозовою пов'язана історія перших поселень міста Брянки — це села Лозова (по імені річки), Павлівка і Петрівка.

## Екологічні проблеми
Річка сильно забруднена в межах міста Брянка.